# Apanteles prusias
Apanteles prusias är en stekelart som beskrevs av Nixon 1965. Apanteles prusias ingår i släktet Apanteles och familjen bracksteklar. Inga underarter finns listade i Catalogue of Life.